# Millettiidae
Millettiidae es una familia de foraminíferos bentónicos de la Superfamilia Buliminoidea, del Suborden Buliminina y del Orden Buliminida. Su rango cronoestratigráfico abarca el Actualidad.

## Discusión
Clasificaciones previas incluían Millettiidae en el Suborden Rotaliina y/o Orden Rotaliida.

## Clasificación
Millettiidae incluye al siguiente género:
- Millettia

Otro género considerado en Millettiidae es:
- Schubertia, aceptado como Millettia